# Etrog

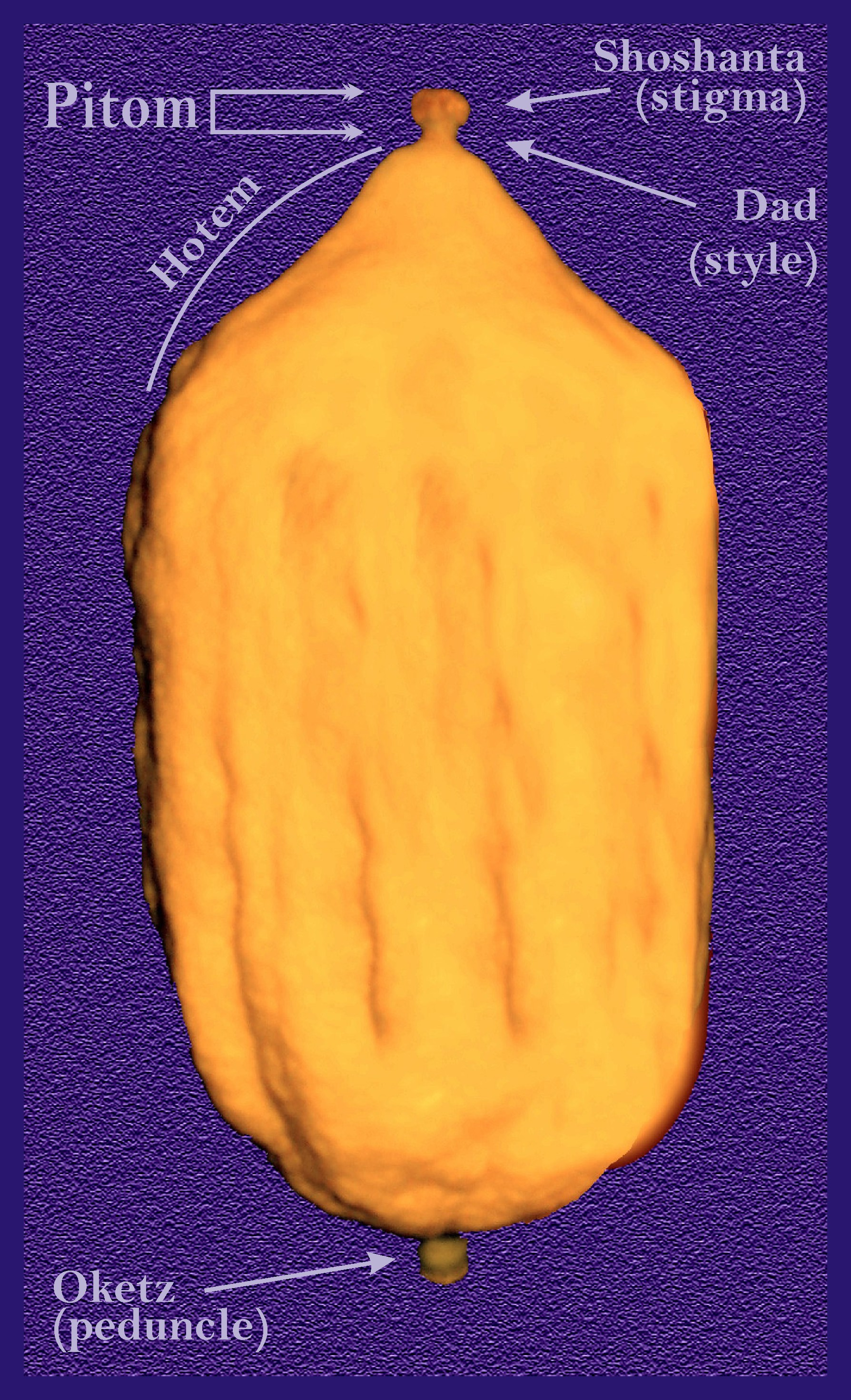
Diagramma che rappresenta le proprietà di un etrog

Etrog (in ebraico אֶתְרוֹג‎?) è il nome ebraico con cui è conosciuto anche il cedro (Citrus medica) che nella religione ebraica rappresenta una delle piante usate per celebrare il Sukkot.
Questo nome originariamente indicava ogni varietà di cedro, ma in molte lingue è adottato come neologismo e il suo significato si è ristretto a specifiche varietà di agrumi usate nei riti giudaici. Ad ogni modo con questo nome non si indica scientificamente nessuna specifica varietà di pianta. La parola attuale, a volte traslitterata in Ethrog, secondo l'uso yemenita, è il risultato della romanizzazione degli ebrei, e segue la pronuncia sefardita, oggi ampiamente usata nell'ebraico contemporaneo di Israele. Esiste invece la forma esrog o esrig nella lingua aschenazita e nello yiddish.

## Tradizione letteraria
La pianta compare nella Bibbia come pri eitz hadar (פְּרִי עֵץ הָדָר), cioè "un frutto dal bell'albero". In ebraico moderno la parola hadar è ancora utilizzata per indicare il genere Citrus. Il filosofo Nahmanides (1194 – c. 1270) sostiene che la parola era il nome originario ebraico per indicare il cedro, che poi fu sostituita dalla forma aramaica etrog. Questa seconda forma inoltre è anche diffusa nella lingua araba, per cui con itranj (اترنج), citato nella letteratura ḥadīth, si indica il frutto del cedro, probabilmente seguendo l'uso ebraico.

## Aspetto fisico
Il frutto è maturo per essere raccolto quando raggiunge circa 15 centimetri di larghezza. Secondo l'Halakhah è sufficiente che il frutto comunque raggiunga la grandezza di un uovo di gallina per gli usi rituali, o almeno stare tutto dentro il palmo di una mano. Se supera queste dimensioni non è consigliato farne uso per funzioni religiose.

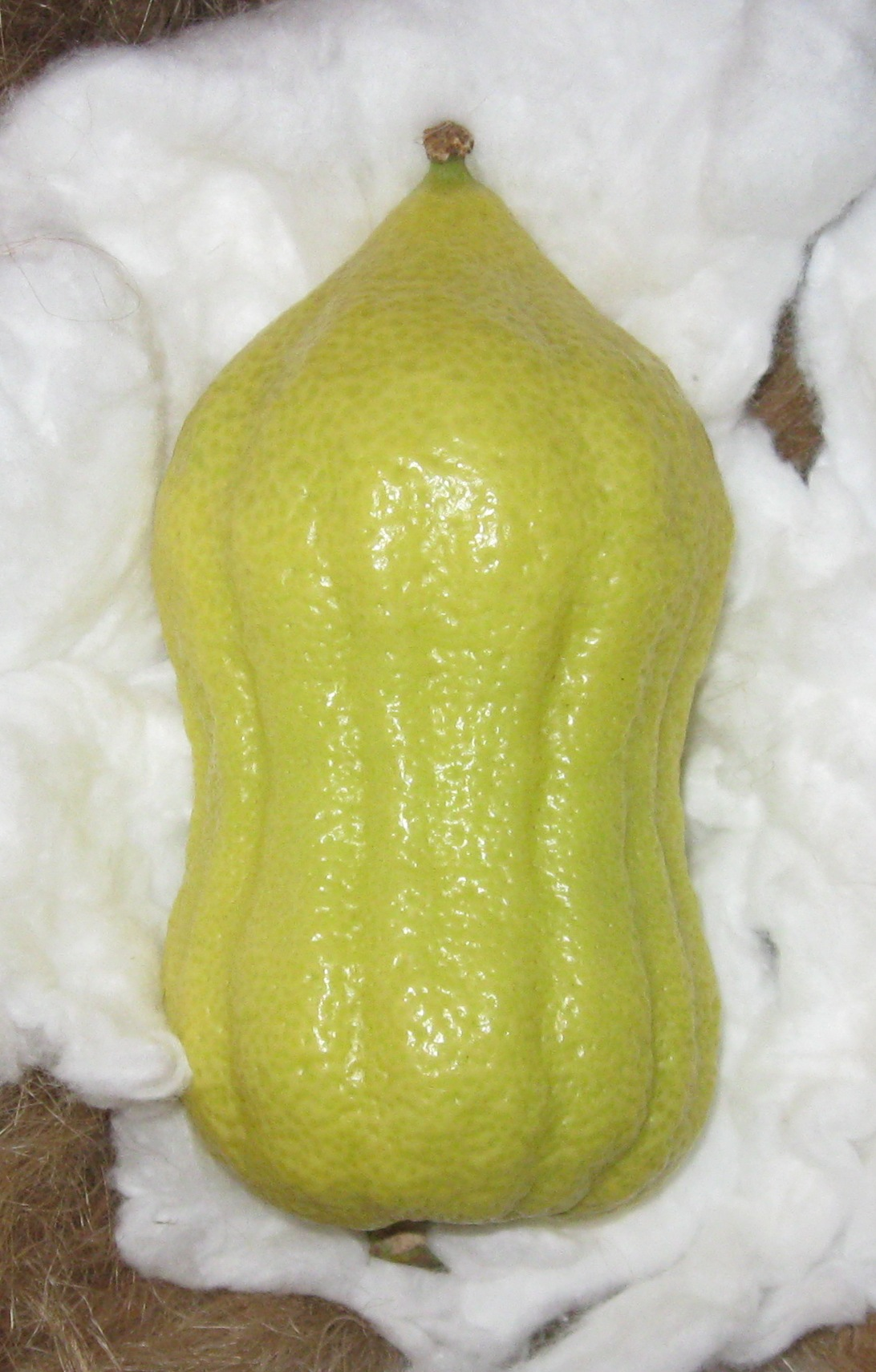
Un etrog marocchino

Gli etrog variano nella forma, a seconda della varietà di cedro che viene usata per i riti sacri, tanto che diverse piante spesso generano diverse forme, o persino uno stesso albero può generale frutti di aspetto variegato. Un etrog che sia completamente rotondo e comunque uniforme è considerato improprio per gli usi religiosi e nemmeno i frutti dalla punta eccessivamente ricurva sono consigliati. Le nervature devono essere tutte rivolte verso il basso, così come avviene nei frutti che nascono e si sviluppano in posizione verticale. Spesso infatti le rughe sui frutti vengono distorte dal peso del frutto che per il peso tende a piegarsi verso il basso, benché la gemma originariamente fosse diversamente disposta.